# L'alizé
L'alizé è il secondo singolo estratto dall'album di debutto di Alizée, Gourmandises.
Pubblicato nel dicembre del 2000 dall'etichetta discografica Polydor, il singolo conteneva sia la canzone L'alizé originale sia una sua versione strumentale. In seguito sono state pubblicate anche due versioni in edizione limitata che contenevano quattro remix della canzone. Il singolo è stato venduto a circa 800 000 copie , riconfermando il successo conseguito da Alizée dopo il tormentone Moi... Lolita.
È stata scritta e prodotta da Mylène Farmer e Laurent Boutonnat.

## Tracce
French CD Single
1. L'alizé 4:15
2. L'alizé (version instrumentale) 4:15

French CD maxi single
1. L'alizé 4:15
2. L'alizé (Vent d'amour club remix) 5:15
3. L'alizé (Sirocco house remix) 4:50
4. L'alizé (Sweet brise slow remix) 4:55
5. L'alizé (Dans le vent dance mix) 5:16

German CD maxi single
1. L'alizé (Radio edit) 3:35
2. L'alizé (Vent d'amour club remix) 5:15
3. L'alizé (Sunny season mix) 5:25
4. L'alizé (Sweet brise slow remix) 4:55
5. L'alizé (Dans le vent dance mix) 5:16
6. L'alizé (Single version) 4:15

French 12" vinyl single
A Side:
1. L'alizé (Vent d'amour club remix) 5:15
2. L'alizé (Single) 4:15

B Side:
1. L'alizé (Sirocco house remix) 4:50
2. L'alizé (Sweet brise slow remix) 4:55

## Classifiche
| Paese             | Posizione raggiunta |
| ----------------- | ------------------- |
| Francia           | 1                   |
| Belgio (Vallonia) | 5                   |
| Belgio (Fiandre)  | 12                  |
| Svizzera          | 23                  |
| Austria           | 52                  |
| Paesi Bassi       | 63                  |